# GP Eric De Vlaeminck 2018
De 14e editie van de GP Eric De Vlaeminck in Heusden-Zolder werd gehouden op 26 december 2018. De wedstrijd maakte deel uit van de wereldbeker veldrijden 2018-2019. Titelverdedigers waren de Nederlander Mathieu van der Poel en de Belgische Sanne Cant. Dit jaar won wederom Van der Poel en de Belg Toon Aerts bleef leider in de wereldbeker. Bij de vrouwen won Marianne Vos voor de zevende keer; zij bleef tevens aan de leiding in de wereldbeker.

## Mannen elite

### Uitslag
| Plaats | Naam                 | Ploeg                          | Tijd     |
| ------ | -------------------- | ------------------------------ | -------- |
| 1      | Mathieu van der Poel | Corendon-Circus                | 1u02'49" |
| 2      | Wout van Aert        | Cibel Cebon                    | + 16"    |
| 3      | Joris Nieuwenhuis    | Team Sunweb                    | + 29"    |
| 4      | Toon Aerts           | Telenet-Fidea                  | + 35"    |
| 5      | Laurens Sweeck       | Pauwels Sauzen-Vastgoedservice | z.t.     |
| 6      | Quinten Hermans      | Telenet-Fidea                  | + 55"    |
| 7      | David van der Poel   | Corendon-Circus                | + 1'03"  |
| 8      | Lars van der Haar    | Telenet-Fidea                  | + 1'07"  |
| 9      | Corne van Kessel     | Telenet-Fidea                  | + 1'10"  |
| 10     | Daan Soete           | Pauwels Sauzen-Vastgoedservice | + 1'17"  |

| Pos. | Punten | Pos. | Punten |
| ---- | ------ | ---- | ------ |
| 1    | 200    | 27   | 33     |
| 2    | 160    | 28   | 32     |
| 3    | 140    | 29   | 31     |
| 4    | 120    | 30   | 30     |
| 5    | 110    | 31   | 29     |
| 6    | 100    | 32   | 28     |
| 7    | 90     | 33   | 27     |
| 8    | 80     | 34   | 26     |
| 9    | 70     | 35   | 25     |
| 10   | 60     | 36   | 24     |
| 11   | 58     | 37   | 23     |
| 12   | 56     | 38   | 22     |
| 13   | 54     | 39   | 21     |
| 14   | 52     | 40   | 20     |
| 15   | 50     | 41   | 19     |
| 16   | 48     | 42   | 18     |
| 17   | 46     | 43   | 17     |
| 18   | 44     | 44   | 16     |
| 19   | 42     | 45   | 15     |
| 20   | 40     | 46   | 14     |
| 21   | 39     | 47   | 13     |
| 22   | 38     | 48   | 12     |
| 23   | 37     | 49   | 11     |
| 24   | 36     | 50   | 10     |
| 25   | 35     | 51-  | 5      |
| 26   | 34     |      |        |

## Vrouwen elite

### Uitslag
| Plaats | Naam                       | Ploeg                          | Tijd   |
| ------ | -------------------------- | ------------------------------ | ------ |
| 1      | Marianne Vos               | Waowdeals Pro Cycling          | 48'50" |
| 2      | Lucinda Brand              | Team Sunweb                    | + 1"   |
| 3      | Sanne Cant                 | Corendon-Circus                | + 6"   |
| 4      | Ceylin del Carmen Alvarado | Corendon-Circus                | + 15"  |
| 5      | Maud Kaptheijns            | Veranda's Willems-Crelan       | + 20"  |
| 6      | Loes Sels                  | Pauwels Sauzen-Vastgoedservice | + 22"  |
| 7      | Nikki Brammeier            | Mudiiita                       | + 23"  |
| 8      | Inge van der Heijden       | Waowdeals Pro Cycling          | + 26"  |
| 9      | Annemarie Worst            | Steylaerts - 777               | + 32"  |
| 10     | Eva Lechner                | Creafin Tüf Sud                | + 35"  |

| Pos. | Punten | Pos. | Punten |
| ---- | ------ | ---- | ------ |
| 1    | 200    | 27   | 33     |
| 2    | 160    | 28   | 32     |
| 3    | 140    | 29   | 31     |
| 4    | 120    | 30   | 30     |
| 5    | 110    | 31   | 29     |
| 6    | 100    | 32   | 28     |
| 7    | 90     | 33   | 27     |
| 8    | 80     | 34   | 26     |
| 9    | 70     | 35   | 25     |
| 10   | 60     | 36   | 24     |
| 11   | 58     | 37   | 23     |
| 12   | 56     | 38   | 22     |
| 13   | 54     | 39   | 21     |
| 14   | 52     | 40   | 20     |
| 15   | 50     | 41   | 19     |
| 16   | 48     | 42   | 18     |
| 17   | 46     | 43   | 17     |
| 18   | 44     | 44   | 16     |
| 19   | 42     | 45   | 15     |
| 20   | 40     | 46   | 14     |
| 21   | 39     | 47   | 13     |
| 22   | 38     | 48   | 12     |
| 23   | 37     | 49   | 11     |
| 24   | 36     | 50   | 10     |
| 25   | 35     | 51-  | 5      |
| 26   | 34     |      |        |

## Prijzengeld
In onderstaande tabel vindt u de verdeling van het prijzengeld per categorie:
| Pos.   | Mannen elite | Vrouwen elite | Mannen U23 | Mannen junioren |
| ------ | ------------ | ------------- | ---------- | --------------- |
| 1.     | € 5.000      | € 2.000       | € 175      | € 150           |
| 2.     | € 3.500      | € 1.500       | € 120      | € 100           |
| 3.     | € 3.000      | € 1.000       | € 90       | € 70            |
| 4.     | € 2.700      | € 800         | € 70       | € 60            |
| 5.     | € 2.500      | € 600         | € 60       | € 50            |
| 6.     | € 2.000      | € 450         | € 50       | € 50            |
| 7.     | € 1.800      | € 450         | € 50       | € 50            |
| 8.     | € 1.600      | € 450         | € 50       | € 40            |
| 9.     | € 1.400      | € 400         | € 50       | € 40            |
| 10.    | € 1.200      | € 400         | € 50       | € 40            |
| 11.    | € 1.000      | € 300         | € 30       | € 30            |
| 12.    | € 900        | € 300         | € 30       | € 30            |
| 13.    | € 850        | € 250         | € 30       | € 30            |
| 14.    | € 800        | € 250         | € 30       | € 30            |
| 15.    | € 750        | € 250         | € 30       | € 30            |
| 16.    | € 700        | € 200         | € 20       | –               |
| 17.    | € 650        | € 200         | € 20       | –               |
| 18.    | € 600        | € 200         | € 20       | –               |
| 19.    | € 550        | € 200         | € 20       | –               |
| 20.    | € 500        | € 200         | € 20       | –               |
| 21-30  | € 450        | –             | –          | –               |
| 31-40  | € 300        | –             | –          | –               |
| Totaal | € 39.500     | € 10.400      | € 1.015    | € 800           |

2000 · 
2003 ·
2004 · 
2008 · 
2009 ·
2010 · 
2011 · 
2012 · 
2013 ·
2014 · 
2015 · 
2016 · 
2017 · 
2018 ·
2019 ·
2020 ·
2021 ·
2022 ·
2023 ·
2025 (BK)
 Waterloo · 
 Jingle Cross · 
 Bern · 
 Tábor · 
 Duinencross · 
 Citadelcross · 
 GP Eric De Vlaeminck · 
 Pontchâteau · 
 GP Adrie van der Poel